# Charles W. Fairbanks
Charles Warren Fairbanks, född 11 maj 1852 nära Unionville Center, Ohio, död 4 juni 1918 i Indianapolis, Indiana, var en amerikansk republikansk politiker och USA:s 26:e vicepresident.
Han föddes i ett timmerhus nära Unionville Center i Ohio. Bland hans anfäder fanns Oliver Cromwell och den första anfadern som kom till Amerika var Jonathan Fayerbankes som invandrade 1636. Fairbanks utexaminerades 1872 från Ohio Wesleyan University. Under studietiden redigerade han studenttidningen tillsammans med Cornelia Cole som han gifte sig med efter att båda hade utexaminerats.
Han studerade juridik i Cleveland och inledde sin karriär som advokat där 1874. Senare samma år flyttade han till Indianapolis. Miljonären och finansmannen Jay Gould fanns bland hans klienter där.
Fairbanks var ledamot av USA:s senat från Indiana 1897–1905. I senaten var han bland annat ordförande för invandringsutskottet. Han var USA:s vicepresident under president Theodore Roosevelt 1905–1909.
Han sökte republikanernas presidentkandidatur 1916. Republikanerna valde Charles Evans Hughes till presidentkandidat men den före detta vicepresidenten Fairbanks nominerades åter som vicepresidentkandidat. Demokraternas Woodrow Wilson och Thomas R. Marshall vann knappt den gången. Fairbanks återvände till yrket som advokat i Indianapolis men hans hälsa försämrades året därpå och 1918 avled han. Hans grav finns på kyrkogården Crown Hill Cemetery i Indianapolis.
Staden Fairbanks i Alaska fick sitt namn 1903 efter Charles W. Fairbanks, ett par år innan han blev vicepresident, när han var en populär senator.